# Jüdischer Friedhof (Teterow)
Der Jüdische Friedhof Teterow liegt in der Stadt Teterow im Landkreis Rostock in Mecklenburg-Vorpommern. Auf dem etwa 2800 m² großen jüdischen Friedhof nordöstlich des städtischen Friedhofes an der Fortsetzung der Straße "Am Friedhof" sind etwa 75 Grabsteine erhalten.

## Geschichte
Der jüdische Friedhof wurde 1762 angelegt. Die jüdische Gemeinde pachtete dazu ein Grundstück von der Stadt. 1865 wurde der Friedhof erweitert und aufgeschüttet. Der älteste Teil verblieb in der Mitte des Grundstückes. 1932 wurde die letzte Beisetzung vorgenommen. In der NS-Zeit 1938 wurde der Friedhof geschändet. 1947 wurde er – soweit möglich – wieder hergestellt und im Jahr 1987 unter Denkmalschutz gestellt.